# Földvári csata (1529)
A földvári csata (románul Bătălia de la Feldioara, németül Schlacht bei Marienburg, vagy Schlacht bei Märrembirg) a német-osztrák-magyar sereg és moldvai sereg között lezajlott csata a Brassó melletti Barcaföldvár közelében I. Ferdinánd osztrák főherceg és IV. Péter moldvai vajda között.
Az ütközet előzménye Szapolyai János magyar király Ferdinánd ellenében vívott két vesztes csatája (Tarcal, Szina). Utóbbi során kiszorult Erdély és Északkelet-Magyarország területéről Lengyelországba. Ferdinánd megszállta Erdélyt, de I. Szulejmán a moldvai vajdát küldte az országba.
A vajda Barcaföldvár mellett csatába szállt a főherceggel. Bár Ferdinánd volt a sereg fővezére, de ténylegesen Török Bálint és Majláth István irányították a hadat. A csata alatt a sereg székely hadtestjei átálltak az ellenséghez, így Péter meg tudta verni Ferdinándot, majd elfoglalta és lerombolta a Fortyogó-hegyi erődöt. A csatában elesett többek között Gerván János csanádi püspök is.
Ferdinánd most először vesztett csatában, és nem legnagyobb ellenfelének tartott Szapolyaitól, hanem egy nyugati szemmel gyengébb országtól, amely eddig nem vett részt a magyarországi polgárháborúban. A földvári csata volt egyben Bécs ostromának előkészítője is.
A moldvaiak a győzelmet követően felégették a szászok földjeit, de Péter nem tudta őket rávenni arra, hogy álljanak el Ferdinánd pártjától. A nagyratörő vajda azt szerette volna, hogy Erdélyt teljesen uralma alá vonja, s saját országához kösse. Bár Szapolyai neki ígérte Besztercét, ő ezzel nem elégedett meg, földvári győzelme után viszont sem a várat, sem pedig Brassót nem tudta elfoglalni, amit másodszor ostromolt eredménytelenül. Jóllehet Küküllővár és Csicsó vára a kezébe jutott, amelyet már apja III. (Nagy) István birtokolt, mindez nem volt nagy kárpótlás.
A szászok még sokáig harcoltak Szapolyai és szövetségesei ellen, de 1530-ban a magyar-török-moldvai sereg elfoglalta Brassót, majd Segesvárt, s csak Nagyszeben maradt Erdélyben Ferdinánd kezén.